# Симоновское
Симоновское — озеро в западной части Тверской области, расположено на территории Хотилицкого сельского поселения Андреапольского района. Принадлежит бассейну Западной Двины.

## Расположение
Озеро Симоновское расположено в 25 километрах к западу от города Андреаполь. Высота над уровнем моря — 212 метров. На южном берегу озера находится деревня Симонка.

## Характеристика
Вытянуто по вдоль русла реки Любутка. Длина озера около 2,1 километра, ширина до 0,35 километра. Площадь водного зеркала — 0,6 км². Протяжённость береговой линии — 4,9 километра. В юго-западную часть Симоновского впадает безымянный ручей. Через озеро протекает река Любутка, левый приток Торопы.

## Остров Симоновский
В восточной части озера расположен остров Симоновский, являющийся памятником природы. Длина острова 240 метров, ширина до 140 метров. Покрыт лесом с преобладанием широколиственных пород. Дубы, липы, вязы занимают верхушку острова, между ними растут осины и ели, во втором ярусе — клены. Природное сообщество на острове почти не подвергается прямому воздействию со стороны человека.